# Flavonoidi
Flavonoidi so sekundarni rastlinski metaboliti. Po IUPAC nomenklaturi jih lahko razdelimo na:
• flavonoide, osnovna struktura je 2-fenilkroman-4-on (2-fenil-1,4-benzopiran)
•izoflavonoide, osnovna struktura je 3-fenilkroman-4-on (3-fenil-1,4-benzopiran)
•neoflavonoide, osnovna struktura je 4-fenilkumarin (4-fenil-1,2-benzopiran).
Flavonoidi so najbolj poznani po antioksidativnem delovanju. Sedaj je dokazano, da so pozitivni učinki proti raku in srčnim boleznim rezultat  drugih mehanizmov. Flavonoidi so pogosto imenovani tudi bioflavonoidi, saj je večina flavonoidov  biološkega izvora.

## Biosinteza
Flavonoidi so sintetizirani po fenilpropanoidni metabolni poti, v kateri je uporabljena aminokislina fenilalanin za sintezo kumarne kisline. Drugi del molekule pa nastane preko aktivirane malonilne kisline. Tako dobimo osnovno strukturo flavonoidov – skupino spojin imenovanih halkoni. Ti vsebujejo dva fenilna obroča. Metabolna pot se nadaljuje preko niza encimskih reakcij do nastanka flavanonov -> dihidroflavonolov -> antocianov.  Vzdolž te poti nastaja mnogo produktov, kot npr. flavonoli, flavan-3-oli, proantocianidini (tanini) in množica drugih polifenolov.

## Biološki učinki
Flavonoidi so zelo razširjeni v rastlinah in imajo več funkcij. So rastlinski pigmenti - dajejo rumeno, rdečo in modro barvo cvetovom, plodovom in redkeje tudi listom. Poleg tega ščitijo rastline pred mikrobi in insekti. Zaradi velike razširjenosti, raznolikosti in majhne toksičnosti (glede na ostale rastlinske snovi) flavonoidov, zaužijemo z normalnim prehranjevanjem signifikantne količine le-teh.  Flavonoidom pravimo tudi »naravni prikrojevalci bioloških odgovorov«, saj je dokazano, da imajo sposobnost prilagoditi reakcije organizmov na alergene, viruse in karcinogene. Imajo antialergijsko, antiinflamatorno, antimikrobno in antikancerogeno delovanje.
Zaradi potencialnih zdravilnih učinkov, predvsem v preventivi rakavih obolenj in srčno-žilnih bolezni, so postali flavonoidi zanimivi za potrošnike in živilsko industrijo.

### Zdravilni učinki
Raziskava je pokazala, da imajo sami flavonoidi v človeškem telesu zelo majhen antioksidativen učinek oziroma ga skoraj ni. V kontroliranih pogojih in vitro je bilo ugotovljeno, da se flavonoidi slabo absorbirajo v človeškem telesu ( manj kot 5%), večino absorbiranega pa se hitro metabolizira in izloči iz telesa.
Večjo antioksidativno sposobnost krvi po obroku hrane bogate s flavonoidi ne povzročajo direktno flavonoidi, ampak je najverjetneje posledica povišanega nivoja sečne kisline, ki nastane pri izločanju flavonoidov iz telesa. Telo spozna flavonoide kot telesu tuje snovi in se jih zato hoče znebiti, tako lahko sledimo njihovem delovanju. Pri temu procesu izločanja sodelujejo encimi, ki pomagajo eliminirati tudi mutagene in karcinogene snovi. Poleg tega flavonoidi inducirajo mehanizme, ki so v pomoč pri uničevanju rakavih celic in zavirajo širjenje tumorjev.
V študiji je bilo ugotovljeno, da le majhne količine flavonoidov kažejo zdravilne učinke, večje količine ne prinašajo močnejših učinkov,  kvečjemu lahko prispevajo dodatno tveganje.

### Diareja
Študija je pokazala, da lahko epikatehin, kvercetin in luteolin inhibirajo razvoj izločkov, ki se kažejo kot diareja.

## Pomembni flavonoidi

### Kvercetin
Kvercetin spada med flavonoide, bolj natančno med flavonole. V študijah je bilo ugotovljeno, da je kvercetin izmed vseh flavonoidov najbolj aktiven. Učinkovito delovanje mnogih zdravilnih rastlin je posledica visoke vsebnosti kvercetina. Kvercetin kaže protivnetno delovanje, saj inhibira nekaj začetnih vnetnih procesov. Kvercetin inhibira nastajanje in izočanje histamina ter drugih vnetnih  mediatorjev.  Poleg tega je bilo dokazano, da je močan antioksidant, ugotovljeno pa je bilo tudi protitumorno delovanje. 

### Epikatehin
Epikatehin izboljša pretok krvi in tako pozitivno vpliva na kardiovaskularni sistem. Kakav, glavna sestavina temne čokolade, vsebuje velike količine epikatehina. In vitro študijah je bilo ugotovljeno, da ima kakav skoraj dvakrat več antioksidantov kot rdeče vino in trikrat več kot zeleni čaj, vendar so zaradi hitrega izločanja antioksidantov iz telesa učinki minimalni.

### Oligomerni proantocianidini
Izvlečki proantocianidinov kažejo široko farmakološko delovanje. Povečujejo znotrajcelično koncentracijo vitamina C, zmanjšujejo permeabilnost kapilar, »pometajo« oksidante in proste radikale ter inhibirajo razpad kolagena.